# Física dos polímeros
A física dos polímeros é o campo da física que estuda os polímeros, suas flutuações, propriedades mecânicas, bem como a cinética de reações envolvendo degradação e polimerização de polímeros e monômeros, respectivamente. A abordagem estatística para a física de polímeros é baseada em uma analogia entre um polímero e um movimento browniano, ou outro tipo de passeio aleatório, o passeio autoevidente.

## Modelos
Os modelos de cadeias de polímeros são divididos em dois tipos: modelos "ideais" e modelos "reais". Modelos de cadeia ideais assumem que não há interações entre os monômeros da cadeia. Esta suposição é válida para certos sistemas poliméricos, onde as interações positivas e negativas entre o monômero efetivamente se cancelam. Modelos de cadeia ideais fornecem um bom ponto de partida para investigação de sistemas mais complexos e são mais adequados para equações com mais parâmetros.

## Exemplos de modelos (passeio aleatório simples, articulado livremente)
O estudo de polímeros de cadeia longa tem sido uma fonte de problemas no domínio da mecânica estatística desde cerca dos anos 1950. No entanto, uma das razões pelas quais os cientistas estavam interessados em seu estudo é que as equações que governam o comportamento de uma cadeia de polímero eram independentes da química da cadeia.Além do mais, a equação governante acaba sendo um "random walk", ou caminhada difusiva, no espaço.  Na verdade, a equação de Schrödinger é em si uma equação de difusão no tempo imaginário, t' = it.

### Caminhadas aleatórias no tempo
O primeiro exemplo de um passeio aleatório é aquele no espaço, pelo qual uma partícula sofre um movimento aleatório devido a forças externas em seu meio circundante.  Um exemplo típico seria um grão de pólen em um copo d'água. Se alguém pudesse de alguma forma "tingir" o caminho que o grão de pólen percorreu, o caminho observado é definido como um passeio aleatório.
Considere um problema de brinquedo, de um trem movendo-se ao longo de um trilho unidimensional na direção x. Suponha que o trem se mova por uma distância de +b ou −b (b é o mesmo para cada etapa), dependendo se uma moeda cai cara ou coroa quando lançada. Vamos começar considerando as estatísticas das etapas que o trem de brinquedo dá (onde Si  é o ésimo passo dado):
{\displaystyle \langle S_{i}\rangle =0} ; devido a probabilidades iguais a priori
{\displaystyle \langle S_{i}S_{j}\rangle =b^{2}\delta _{ij}.}
A segunda quantidade é conhecida como função de correlação. O delta é o delta do kronecker que nos diz que se os índices i e j são diferentes, então o resultado é 0, mas se i = j então o delta do kronecker é 1, então a função de correlação retorna um valor de b2.  Isso faz sentido, porque se i = j então estamos considerando a mesma etapa. Bastante trivialmente, então, pode-se mostrar que o deslocamento médio do trem no eixo x é 0;
{\displaystyle x=\sum _{i=1}^{N}S_{i}}
{\displaystyle \langle x\rangle =\left\langle \sum _{i=1}^{N}S_{i}\right\rangle }
{\displaystyle \langle x\rangle =\sum _{i=1}^{N}\langle S_{i}\rangle .}
Como declarado {\displaystyle \langle S_{i}\rangle =0}, então a soma ainda é 0.  
Também pode ser mostrado, usando o mesmo método demonstrado acima, para calcular o valor da raiz quadrada média do problema. O resultado deste cálculo é dado abaixo
{\displaystyle x_{\mathrm {rms} }={\sqrt {\langle x^{2}\rangle }}=b{\sqrt {N}}.}
A partir da equação de difusão, pode-se mostrar que a distância que uma partícula difusora se move em um meio é proporcional à raiz do tempo que o sistema está se difundindo, onde a constante de proporcionalidade é a raiz da constante de difusão. A relação acima, embora cosmeticamente diferente, revela física semelhante, onde N é simplesmente o número de passos movidos (está vagamente conectado com o tempo) e b é o comprimento característico do passo. Como consequência, podemos considerar a difusão como um processo de passeio aleatório.

### Passeios aleatórios no espaço
Caminhadas aleatórias no espaço podem ser vistas como instantâneos do caminho percorrido por um caminhante aleatório no tempo. Um exemplo é a configuração espacial de polímeros de cadeia longa.
Existem dois tipos de passeios aleatórios no espaço: passeios aleatórios auto-evitáveis, onde os elos da cadeia polimérica interagem e não se sobrepõem no espaço, e passeios aleatórios puros, onde os elos da cadeia polimérica não interagem e os elos são livres para deitarem uns em cima dos outros. O primeiro tipo é mais aplicável a sistemas físicos, mas suas soluções são mais difíceis de obter a partir dos primeiros princípios.
Ao considerar uma cadeia de polímero unida livremente e não interagindo, o vetor de ponta a ponta é 
{\displaystyle \mathbf {R} =\sum _{i=1}^{N}\mathbf {r} _{i}}
onde ri é a posição do vetor do i-ésimo elo da cadeia.  
Como resultado do teorema do limite central, se N ≫ 1 então esperamos uma distribuição Gaussiana para o vetor ponta-a-ponta. Também podemos fazer declarações das estatísticas dos próprias ligações;
- {\displaystyle \langle \mathbf {r} _{i}\rangle =0} ; pela isotropia do espaço
- {\displaystyle \langle \mathbf {r} _{i}\cdot \mathbf {r} _{j}\rangle =3b^{2}\delta _{ij}} ; todos os elos da cadeia não estão correlacionados uns com os outros

Usando as estatísticas dos links individuais, é facilmente mostrado que 
{\displaystyle \langle \mathbf {R} \rangle =0}
{\displaystyle \langle \mathbf {R} \cdot \mathbf {R} \rangle =3Nb^{2}}.
Observe que este último resultado é o mesmo encontrado para caminhadas aleatórias no tempo.
Assumindo, como afirmado, que a distribuição de vetores ponta a ponta para um grande número de cadeias de polímero idênticas é gaussiana, a distribuição de probabilidade tem a seguinte forma
{\displaystyle P={\frac {1}{\left({\frac {2\pi Nb^{2}}{3}}\right)^{3/2}}}\exp \left({\frac {-3\mathbf {R} \cdot \mathbf {R} }{2Nb^{2}}}\right).}
Lembrando que de acordo com o princípio das probabilidades a priori igualmente prováveis, o número de microestados Ω, em algum valor físico é diretamente proporcional à distribuição de probabilidade naquele valor físico, viz;
{\displaystyle \Omega \left(\mathbf {R} \right)=cP\left(\mathbf {R} \right)}
onde c é uma constante de proporcionalidade arbitrária. Dada nossa função de distribuição, há um máximo correspondente a R = 0. Fisicamente, isso equivale à existência de mais microestados que têm um vetor ponta a ponta de 0 do que qualquer outro microestado. 
Agora, considerando
{\displaystyle S\left(\mathbf {R} \right)=k_{B}\ln \Omega {\left(\mathbf {R} \right)}}
{\displaystyle \Delta S\left(\mathbf {R} \right)=S\left(\mathbf {R} \right)-S\left(0\right)}
{\displaystyle \Delta F=-T\Delta S\left(\mathbf {R} \right)}
onde F é a energia livre de Helmholtz, e pode ser mostrado que
{\displaystyle \Delta F=k_{B}T{\frac {3R^{2}}{2Nb^{2}}}={\frac {1}{2}}KR^{2}\quad ;K={\frac {3k_{B}T}{Nb^{2}}}.}
que tem a mesma forma que a energia potencial de uma mola, obedecendo à lei de Hooke.